# NGC 1244
NGC 1244 è una vasta galassia a spirale situata nella costellazione dell'Orologio, a una distanza di circa 264 milioni di anni luce dalla nostra Via Lattea.

## Scoperta
La galassia è stata scoperta il 2 novembre 1826 dall'astronomo britannico James Dunlop.

## Descrizione
NGC 1244 ha una classe di luminosità I-II.